# Milão-Sanremo de 1925
A 18.ª edição da corrida ciclista, Milão-Sanremo teve lugar em 29 de março de 1925 e foi vencida pelo italiano Costante Girardengo, pela quarta vez.

## Classificação final
|    | Ciclista            | País   | Equipa            | Tempo              |
| -- | ------------------- | ------ | ----------------- | ------------------ |
| 1  | Costante Girardengo | Itália | Wolsit-Pirelli    | '10 h 50 min 00 se |
| 2  | Giovanni Brunero    | Itália | Legnano-Pirelli   | + 0 s              |
| 3  | Pietro Linari       | Itália | Legnano-Pirelli   | + 15 min 00 s      |
| 4  | Pietro Bestetti     | Itália | Wolsit-Pirelli    | + 22 min 00 s      |
| 5  | Ezio Cortesia       | Itália | -                 | + 23 min 50 s      |
| 6  | Giuseppe Pancera    | Itália | Aliprandi-Pirelli | + 23 min 50 s      |
| 7  | Alfredo Dinale      | Itália | Legnano-Pirelli   | + 28 min 15 s      |
| 8  | Marco Giuntelli     | Itália | Atala             | + 28 min 15 s      |
| 9  | Nello Ciaccheri     | Itália | Legnano-Pirelli   | + 28 min 15 s      |
| 10 | Aleardo Menegazzi   | Itália | -                 | + 33 min 20 s      |